# Hospital Provincial (Lleida)
Hospital Provincial és una obra de Lleida protegida com a bé cultural d'interès local.

## Descripció
Agrupació de blocs aïllats compostos segons eixos barrocs. Els blocs són de planta baixa i dos pisos. La façana té un tractament delicat i el ritme de les obertures marca l'accés als edificis i l'eix del conjunt.
La reixa i la porta d'entrada compten amb diferents elements clàssics, la coberta és inclinada amb teula àrab, i el parament és arrebossat amb ràfecs de maó.